# Tragocephala pretiosa
Tragocephala pretiosa är en skalbaggsart som beskrevs av Hintz 1909. Tragocephala pretiosa ingår i släktet Tragocephala och familjen långhorningar.
Artens utbredningsområde är:
- Kenya.
- Malawi.

Inga underarter finns listade i Catalogue of Life.